# Fajr (oração)
A oração Fajr, alternativamente transliterada como oração Fadjr e também conhecida como oração Subh, é uma salá (oração ritual) realizada no início da manhã. Consistindo de dois Rak'a [en] ("prostrações"), é realizada entre o início da alvorada e o nascer do sol. É uma das duas orações mencionadas pelo nome no Alcorão. Devido ao seu horário, a crença islâmica considera a oração Fajr de grande importância. Durante o mês sagrado islâmico do Ramadã, os muçulmanos iniciam o jejum [en] com a oração Fajr.

## Realização
A oração Fajr consiste em dois fardh [en] (unidades obrigatórias de oração). Além disso, a oração Sunna [en] voluntária consiste em dois Rak'a e pode ser realizada antes da oração obrigatória.
Na Fajr, Al-Fatiha e a sura adicional devem ser recitadas em voz alta (jahr), como nas orações de Maghrib [en] e Isha [en]. Geralmente, é realizada em silêncio ao acordar pela manhã.
A oração inclui Abdesto (purificação ritual) e Salat (oração ritual).
A Fajr substituiu a Salat al-Duha [en] como a oração matinal antes que as cinco orações fossem padronizadas.